# برادران دافر
مت دافر و راس دافر مشهور به برادران دافر (انگلیسی: Duffer Brothers؛ زادهٔ فوریه ۱۹۸۴) دو برادر دوقلوی آمریکایی هستند که در زمینه کارگردانی و نویسندگی فیلم‌های علمی-تخیلی فعالیت دارند.  ایشان فعالیت حرفه‌ای خود را از سال ۲۰۱۱ میلادی آغاز کردند و به واسطه ساخت مجموعه تلویزیونی چیزهای عجیب به شهرت رسیدند.این دو برادر پیش از این چندین اپیزود از سریال ویوارد پاینز را نیز کارگردانی کرده بودند.

## فیلم شناسی

### سینما
| سال  | عنوان                | کارگردان | نویسنده | تهیه کننده | تدوینگر | یادداشت                                                         |
| ---- | -------------------- | -------- | ------- | ---------- | ------- | --------------------------------------------------------------- |
| ٢٠٠٥ | همه ما سقوط می‌کنیم   | آری      | آری     | نه         | نه      | فیلم کوتاه                                                      |
| ٢٠٠٦ | شست پا بزرگ          | نه       | نه      | نه         | آری     | فیلم کوتاه                                                      |
| ٢٠٠٧ | خورنده               | آری      | آری     | آری        | نه      | فیلم کوتاه                                                      |
| ٢٠٠٨ | شب شنبه در کنار نورم | نه       | نه      | آری        | نه      | فیلم کوتاه                                                      |
| ٢٠٠٨ | مرد شیری             | نه       | نه      | آری        | نه      | فیلم کوتاه همچنین بازیگر: افسر (مت دافر)، دیسک گردان (راس دافر) |
| ٢٠٠٩ | پسران ابراهیم        | آری      | آری     | آری        | آری     | فیلم کوتاه                                                      |
| ٢٠٠٩ | جاده خاردار          | نه       | آری     | نه         | نه      | فیلم کوتاه                                                      |
| ٢٠١٢ | ظرف                  | نه       | آری     | نه         | نه      | فیلم کوتاه                                                      |
| ٢٠١٥ | پنهان                | آری      | آری     | نه         | نه      | فیلم بلند                                                       |

### تلویزیون
| سال          | عنوان        | کارگردان | نویسنده | تهیه کننده | سایر   |  |
| ------------ | ------------ | -------- | ------- | ---------- | ------ |  |
| ٢٠١٥–٢٠١٦    | ویوارد پاینز | نه       | آری     | اجرایی     |        |  |
| ٢٠١٦–تاکنون  | چیزهای عجیب  | آری      | آری     | اجرایی     | سازنده |  |
| آینده–نامشخص | دفتر مرگ     | آری      | نه      | اجرایی     |        |  |